# Pokémon Evolutions
『Pokémon Evolutions』（ポケモンエボリューションズ）は、2021年9月9日よりYouTubeにて公開されているWebアニメ。「ポケットモンスター」シリーズ25周年を記念してThe Pokémon Company InternationalとOLMによって共同制作されている。1話約6 - 11分で全8話。
サトシが主人公のアニメシリーズとは無関係で『ポケットモンスター THE ORIGIN』や『ポケモンジェネレーションズ』のようにゲーム版の設定を基にしたストーリーになっており、OLM作品においてThe Pokémon Company Internationalが製作されるのは、本作が初となる。

## 主なキャスト
第1話
- ダンデ - 小野大輔
- ホップ - 入野自由
- マサル - 田邊幸輔
- TVアナウンサー、場内アナウンス - 宮園拓夢

第2話
- リーリエ - 茅野愛衣
- ルザミーネ - 園崎未恵
- グラジオ - 坂田将吾

第3話
- フラダリ - 土師孝也
- カルネ - 三石琴乃
- パキラ - 種﨑敦美
- プラターヌ博士 -  井上剛

第4話
- ゲーチス - 子安武人
- N - 松岡禎丞、三浦千幸（幼少期）
- アデク - 間宮康弘
- 愛の女神 - 元吉有希子
- 平和の女神 - 根本京里
- トウコ - 夏目妃菜

第5話
- ジュン - 村瀬歩
- クロツグ - 森田成一
- ジュピター - 藤田咲
- ヒョウタ - 田邊幸輔

第6話
- ヒガナ - 佐倉綾音
- ハルカ - 夏目妃菜

第7話
- タマオ - 上田麗奈
- サクラ - 千本木彩花
- サツキ - 村川梨衣
- コモモ - 諸星すみれ
- コウメ - 藤田茜

第8話
- ブルー - 三森すずこ
- シン - 斉藤壮馬
- アユミ - 永井真里子
- オーキド - 園部啓一

## 各話リスト
| # | 邦題 英題                        | 絵コンテ | 演出                       | 作画監督                                       | キャラクターデザイン | 配信日       |
| --- | -------------------------------- | -------- | -------------------------- | ---------------------------------------------- | -------------------- | ------------ |
| 第1話 | ザ・チャンピオン The Champion    | 冨安大貴 | 冨安大貴                   | 山崎玲愛                                       | 山崎玲愛、岡田絵里香 | 2021年9月9日 |
| ガラル地方チャンピオンのダンデは、リーグを襲ったムゲンダイナを捕獲しようとするが失敗。後からやってきたホップとマサルが、ザシアン・ザマゼンタの力を借りて騒動を収めることに成功する。マサルとのチャンピオン戦を前に、ダンデはそのことを思い返し、バトルが始まろうとするところで物語は終わる。 |                                  |          |                            |                                                |                      |              |
| 第2話 | ジ・エクリプス The Eclipse       | 筆坂明規 | 筆坂明規                   | 佐藤和巳                                       | 高田晴仁             | 9月23日      |
| アローラ地方のリーリエは、ほしぐも（コスモッグ）を使ってウルトラホールへ旅立ってしまった母・ルザミーネを救うため、少女トレーナーと共に月輪の祭壇へと向かう。2人が笛を吹くとほしぐもはルナアーラへと進化する。その後、ウルトラホールが開き、ルザミーネとグズマ、そして2人を襲ったネクロズマが現れる。ルナアーラはネクロズマと戦うが取り込まれてしまい、ネクロズマはあかつきのつばさへとフォルムチェンジしてしまうが、トレーナーは戦う意思を見せ、リーリエもそれに応える。                                                                          |                                  |          |                            |                                                |                      |              |
| 第3話 | ザ・ビジョナリー The Visionary   | 山本陽介 | 山本陽介                   | 渡邉八重子                                     | 渡邉八重子           | 10月7日      |
| カロス地方では、地中から突如フレア団の最終兵器が現れ、付近の遺跡や自然を破壊してゆく。フラダリはギャラドスをメガシンカさせ、少年トレーナーのゼルネアスに挑むが、敗北する。フラダリは、かつてカルネやプラターヌと議論を交わしたことを思い出し、最終兵器を起動させる。少年トレーナーたちやフレア団員たちは、巻きこまれないように慌てて脱出する。最終兵器はエネルギーを宇宙に向けて発射、そのまま地上に落下する。事件の後、プラターヌは、ニュース映像の中のフラダリを見つめる。                                                                      |                                  |          |                            |                                                |                      |              |
| 第4話 | ザ・プラン The Plan              | 竹内雅人 | 竹内雅人                   | 村田理                                         | 村田理               | 10月21日     |
| イッシュ地方のゲーチスは、自らの野望のために森でポケモンと暮らしていたNを引き取り、養子として育てる。プラズマ団の演説の際、Nはポケモンになつかれている少女・トウコを見つける。ゲーチスの目論見通り、Nはダークストーンを使いゼクロムを味方につけ、Nとゼクロムはチャンピオンのアデクに勝利する。ゲーチスの野望を止めるため、トウコはライトストーンから呼び出したレシラムとともに、Nと戦う。 |                                  |          |                            |                                                |                      |              |
| 第5話 | ザ・ライバル The Rival           | 吉岡忍   | 吉岡忍、黒田健司、伊東優一 | 高田謡子、佐本三国、西真由子（総）             | 西真由子             | 12月2日      |
| シンオウ地方のジュンは、父親であるタワータイクーンのクロツグとバトルタワーでバトルする中で、これまでの冒険を回想する。シンジ湖で初めてポケモンと出会ったこと、ジムリーダーのヒョウタに勝利したこと、エイチ湖でギンガ団のジュピターに敗れるが槍の柱でリベンジしたことなどを思い出し、クロツグとのバトルに勝利する。 |                                  |          |                            |                                                |                      |              |
| 第6話 | ザ・ウィッシュ The Wish          | 山元隼一 | 松根マサト、山元隼一       | 坂田愛子、中矢利子、酒井裕未、小野可奈子（総） | 小野可奈子           | 12月9日      |
| ホウエン地方のヒガナは、空の柱で、流星の民の物語をハルカに説明する。曰く、1000年前に隕石が落下し、エネルギーが溢れたことでゲンシカイキしたグラードンとカイオーガが暴走、人々はレックウザに救いを求めたという。頂上である龍召の祭壇に辿りつき、キーストーンを使ってレックウザを召喚しようとするヒガナだったが、パワーが足りずレックウザはメガシンカすることができない。見かねたハルカがメガストーンの隕石を投げると、レックウザは力を取り戻す。ヒガナはレックウザの捕獲をハルカに託す。その後ヒガナは、レックウザを捕まえたハルカとバトルを行う。  |                                  |          |                            |                                                |                      |              |
| 第7話 | ザ・ショウ The Show              | 若野哲也 | 若野哲也                   | 胡拓磨                                         | 胡拓磨               | 12月16日     |
| ジョウト地方のまいこはん5人は、交代で語り部を務めながら、舞台上でエンジュシティの伝説について話す。曰く、スズの塔にはホウオウ、カネの塔にはルギアが舞い降りていたが、150年前に落雷による火事が起き、ルギアは風や雨で消火を行うも塔は焼けてしまった。失意のルギアは海底で眠りにつき、焼けたカネの塔は過ちを忘れないためにそのまま残されることになったという。舞台が終了し、観客は拍手を送る。 |                                  |          |                            |                                                |                      |              |
| 第8話 | ザ・ディスカバリー The discovery | 竹内雅人 | 竹内雅人                   | うなばら海里                                   | うなばら海里         | 12月23日     |
| カントー地方のブルーは新しいポケモンの発見報告を受け、ハナダの洞窟へ向かう。道中でシンに出会い、どちらが捕まえるか二人で競争をすることになるが、そこにいたのは、バトルを終えミュウツーを捕獲したアユミだった。ブルーはアユミとバトルするが負けてしまい、メガストーンを手渡す。ブルーはミュウツーを捕まえられなかったことをオーキドに報告するが、オーキドはブルーとポケモンとの絆を褒めたたえ、他のメンバーとの協力があってポケモン図鑑が完成したことを喜ぶ。ブルー、シン、アユミの3人はオーキドの話に途中で外に出て行き、再び新しい冒険が始まる。 |                                  |          |                            |                                                |                      |              |